# Медицина (газета)
«Медицина» (Медицина. Газета для практическихъ врачей) — еженедельная медицинская газета конца XIX века, выходившая в Российской империи на русском языке. Издавалась в 1889-1899 гг. в Санкт-Петербурге. Выходила два раза в неделю (в июне — августе еженедельно); с 1891 г. еженедельно. Формат: 4º. Издатель Ф. Н. Паской, редактор С. М. Васильев. С № 30 1890 года издатель и редактор С. М. Васильев.
Публиковалась в паровой типо-литографии М. М. Розеноера